# Lorium
Lorium was een oude Romeinse stad, gelegen aan de Via Aurelia, vandaag in het zestiende arrondissement van Rome, ongeveer 19 kilometer ten westen van het centrum.
Dit is de plaats waar keizer Antoninus Pius is opgegroeid. Later bouwde hij er een paleis, waar in 161 stierf. Het was ook een favoriete plek van Marcus Aurelius.
Vandaag kan je in de nabijheid van "Castel di Guido", de overblijfselen van het paleis bezichtigen.